# Poświętne (powiat opoczyński)
Poświętne – wieś w Polsce położona w województwie łódzkim, w powiecie opoczyńskim, w gminie Poświętne.
Do 1954 roku siedziba gminy Studzianna. W latach 1975–1998 miejscowość należała administracyjnie do województwa piotrkowskiego, zaś przed 1975 do woj. kieleckiego.
Wierni kościoła rzymskokatolickiego należą do parafii św. Filipa Neri i św. Jana Chrzciciela w Studziannie.